# Marché Saint-Quentin
Le marché Saint-Quentin est un marché couvert parisien, situé au 85 bis, boulevard de Magenta dans le 10e arrondissement.

## Situation et accès

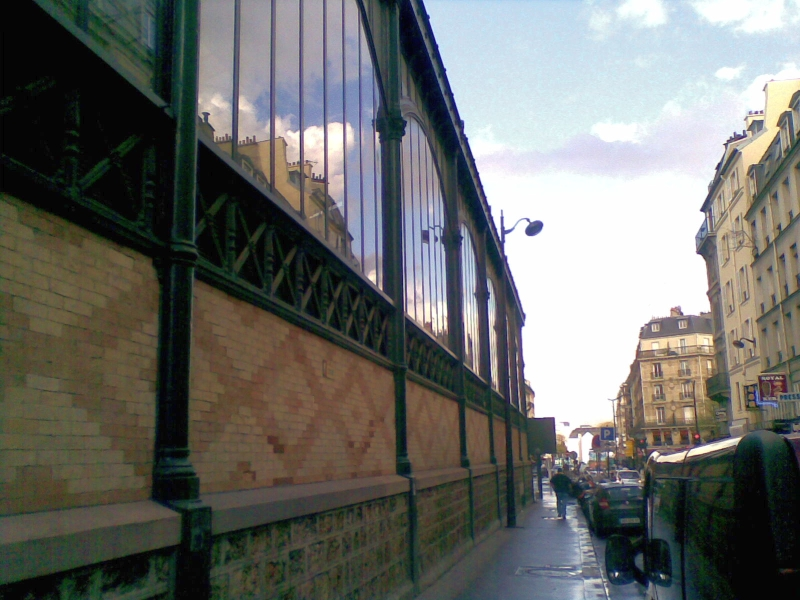
Rue de Chabrol et marché Saint-Quentin (2010).

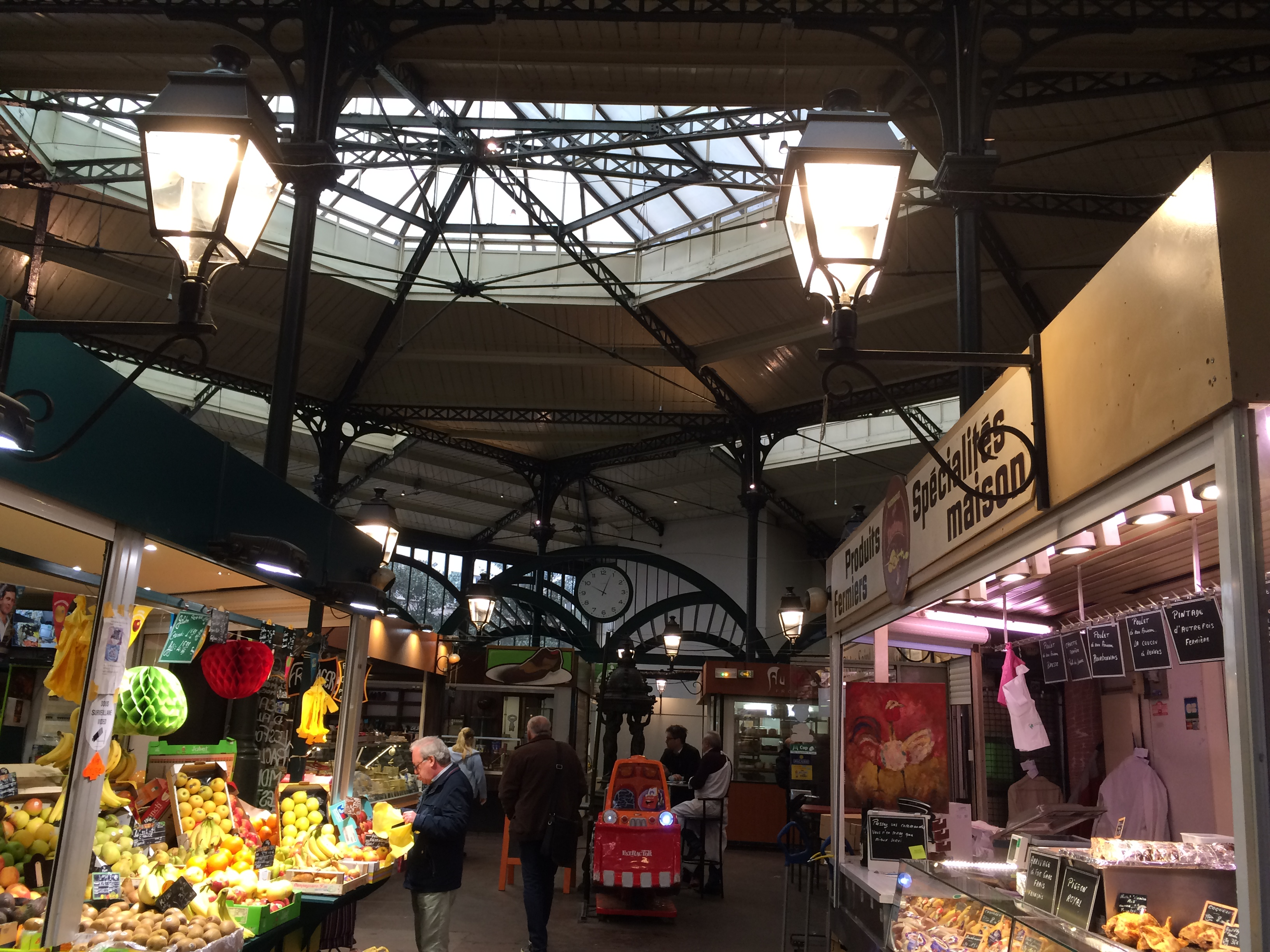
Vue intérieure (2016).

Il se trouve à l'angle de la rue de Chabrol, du boulevard de Magenta et de la rue des Petits-Hôtels. Il a été édifié en 1866.
Ce site est desservi par les lignes 4, 5 et 7 par la station de métro Gare de l'Est et par les lignes 4 et 5 par la station de métro Gare du Nord.
Horaires
- Lundi : fermé
- Mardi au vendredi : 8 h à 20 h
- Samedi : de 8 h à 20 h
- Dimanche : de 8 h à 13 h 30

## Description
Il est construit en briques roses traversées d'arcades en fonte verte. Le cœur du marché a un air de place de village.[réf. nécessaire]

## Historique
En 1835, est construit un marché que l'on appela « Saint-Laurent », sur l'emplacement de l'ancienne « foire Saint-Laurent », dépendante de la maison Saint-Lazare. Bâtie sur les plans de l'architecte Philippon, c'est une halle de 44 mètres sur 14, dont l'étage est occupé par des ateliers de peintres décorateurs. Cette halle est bordée au nord par la rue de Chabrol, à l'ouest par la rue sous laquelle passe l'aqueduc Saint-Laurent et au sud par la rue Saint-Laurent,.
Inaugurée en août 1836, cette halle est démolie en 1852, lors du percement du boulevard de Strasbourg. La halle actuelle, construite un peu plus au nord sur le boulevard de Magenta nouvellement créé, remplace le bâtiment disparu.
Le marché Saint-Quentin fait partie du GIE des marchés couverts de Paris, présidé de 1983 à 2007 par Bernard Quesson.